# Doljane
Doljane (cyr. Дољане) – wieś w Serbii, w okręgu rasińskim, w mieście Kruševac. W 2011 roku liczyła 209 mieszkańców.